# Jens Steinigen
Jens Steinigen (Dippoldiswalde, 2 de septiembre de 1966) es un deportista alemán que compitió en biatlón.
Participó en los Juegos Olímpicos de Albertville 1992, obteniendo una medalla de oro en la prueba por relevos. Ganó dos medallas de bronce en el Campeonato Mundial de Biatlón, en los años 1993 y 1994.

## Palmarés internacional
| Juegos Olímpicos   | Juegos Olímpicos      | Juegos Olímpicos  | Juegos Olímpicos |
| Año                | Lugar                 | Medalla           | Prueba           |
| ------------------ | --------------------- | ----------------- | ---------------- |
| 1992               | Albertville (Francia) | Medalla de oro    | Relevos          |
| Campeonato Mundial |                       |                   |                  |
| Año                | Lugar                 | Medalla           | Prueba           |
| 1993               | Borovets (Bulgaria)   | Medalla de bronce | Relevos          |
| 1994               | Canmore (Canadá)      | Medalla de bronce | Equipo           |